# 録音風物誌
録音風物誌（ろくおんふうぶつし）は、地方民間放送共同制作協議会（通称・火曜会）の加盟局で主に週末に放送されている10分間のラジオ番組であり、「火曜クラブ」時代の1953年から放送を開始して現在も続いている唯一の長寿番組である。一般社団法人・倫理研究所の単独提供。

## 概要
- タイトルの通り、火曜会に加盟するラジオ局が録音（いわゆる収録）した風物詩の音源を挿入し、それにアナウンサーやディレクター、声優、ナレーターなどのナレーションを被せた作品を放送する。
- 番組の制作・放送のみならず、番組スタッフの相互の制作力向上を念頭に置いて、毎年8月から翌年7月まで、当番組で放送された作品の中から、審査を行う「番組コンクール」という表彰制度があり[1]、まず1年間の放送を全編審査し、10本前後が最終審査にかけられる。その最終審査では外部有識者3人をゲスト審査委員として招き、最優秀1編、優秀2編を選び、それらの作品は9月下旬から再放送する。第1回（1952年度）は外部審査委員として岡本太郎、戸塚文子、亀井勝一郎の3氏が出席した。審査結果・表彰式は、火曜会が毎年行っている研修会で発表される。
- 火曜会に未加盟の文化放送も制作に関わっており、2006年度からは再度放送が行われるようになった。未放送期間中もオープニング・エンディングのナレーションは文化放送の野村邦丸アナウンサーが担当していた。
- 火曜会が創立50周年を迎えた2008年、3月14日の文化放送放送分を皮切りに、特別番組「録音風物誌スペシャル～日本一の音～」が各ネット局で放送された。パーソナリティはイッセー尾形。
- また1972年には番組開始20周年を記念して、岩下志麻のナビゲートによるアルバムレコード[2]が出版された。

## 最近入賞した作品
- 1994年8月 - 1995年7月放送分優秀賞:南日本放送制作「今消えゆく節売りの声」
- 1991年7月 - 1992年6月放送分優秀賞:青森放送制作「海ほうずきを求めて」
- 1986年3月 - 1987年5月放送分佳作:東海ラジオ制作「小紅の渡し」
  - 以上の作品はクリックすると作品が聴ける(mp3形式ファイル)。
  - 入賞作品リストは外部リンクを参照。

## 放送局
2021年4月現在。同一の放送内容のうち、放送日時・時間の早い順から記載。
| 放送対象地域   | 放送局名                      | 放送時間           | 脚注               |
| -------------- | ----------------------------- | ------------------ | ------------------ |
| 愛媛県         | 南海放送（RNB）               | 水曜 6:45 - 6:55   |                    |
| 北海道         | HBCラジオ                     | 土曜 5:00 - 5:10   | [ 3 ]              |
| 関東広域圏     | 文化放送（QR）                | 土曜 5:50 - 6:00   | 火曜会未加盟       |
| 沖縄県         | 琉球放送（RBC）               | 土曜 6:00 - 6:10   | 7月 - 12月のみ放送 |
| 宮崎県         | 宮崎放送（mrt）               | 土曜 6:15 - 6:25   |                    |
| 徳島県         | 四国放送（JRT）               | 土曜 6:50 - 7:00   |                    |
| 山梨県         | 山梨放送（YBS）               | 土曜 7:30 - 7:40   |                    |
| 沖縄県         | ラジオ沖縄（ROK）             | 土曜 7:50 - 8:00   | 1月 - 6月のみ放送  |
| 山形県         | 山形放送（YBC）               | 土曜 17:00 - 17:10 |                    |
| 大分県         | 大分放送（OBS）               | 土曜 18:00 - 18:10 |                    |
| 中京広域圏     | 東海ラジオ（SF）              | 日曜 6:00 - 6:10   | [ 5 ]              |
| 京都府・滋賀県 | KBS京都 KBS滋賀               | 日曜 6:10 - 6:20   |                    |
| 高知県         | 高知放送（RKC）               | 日曜 6:10 - 6:20   |                    |
| 静岡県         | 静岡放送（SBS）               | 日曜 6:15 - 6:25   | [ 6 ]              |
| 宮城県         | 東北放送（tbc）               | 日曜 6:20 - 6:30   |                    |
| 富山県         | 北日本放送（KNB）             | 日曜 6:20 - 6:30   |                    |
| 福井県         | 福井放送（FBC）               | 日曜 6:20 - 6:30   |                    |
| 長野県         | 信越放送（SBC）               | 日曜 6:20 - 6:30   | [ 7 ]              |
| 長崎県・佐賀県 | 長崎放送（NBC） NBCラジオ佐賀 | 日曜 6:30 - 6:40   |                    |
| 石川県         | 北陸放送（MRO）               | 日曜 6:50 - 7:00   |                    |
| 兵庫県         | ラジオ関西（CRK）             | 日曜 6:50 - 7:00   | [ 8 ]              |
| 和歌山県       | 和歌山放送（wbs）             | 日曜 6:50 - 7:00   |                    |
| 青森県         | 青森放送（RAB）               | 日曜 7:00 - 7:10   |                    |
| 秋田県         | 秋田放送（ABS）               | 日曜 7:00 - 7:10   |                    |
| 香川県         | 西日本放送（RNC）             | 日曜 7:00 - 7:10   | [ 9 ]              |
| 福岡県         | RKBラジオ                     | 日曜 7:05 - 7:15   |                    |
| 新潟県         | 新潟放送（BSN）               | 日曜 7:15 - 7:25   |                    |
| 鳥取県・島根県 | 山陰放送（BSS）               | 日曜 7:50 - 8:00   |                    |
| 広島県         | 中国放送（RCC）               | 日曜 10:00 - 10:10 | [ 10 ]             |
| 山口県         | 山口放送（KRY）               | 日曜 11:20 - 11:30 | [ 11 ]             |
| 岩手県         | IBC岩手放送                   | 日曜 12:10 - 12:20 |                    |
| 福島県         | ラジオ福島（rfc）             | 日曜 18:20 - 18:30 | [ 12 ]             |
| 熊本県         | 熊本放送（RKK）               | 日曜 18:30 - 18:40 | [ 13 ]             |
| 鹿児島県       | 南日本放送（MBC）             | 日曜 20:50 - 21:00 | [ 14 ]             |